# Reserve-Infanterie-Regiment Nr. 39
Das Reserve-Infanterie-Regiment Nr. 39 (Kurzbezeichnung R.I.R. 39) war eine Einheit der Preußischen Armee. Das R.I.R. 39 kämpfte im Ersten Weltkrieg ständig an der Westfront und erlitt entsprechend schwere Verluste. Bei der Schlacht um Verdun war das Regiment ab den ersten Angriffswellen beteiligt. Die als 39er bekannten und in Düsseldorf aufgestellten Regimenter werden bis in das 21. Jahrhundert rezipiert. Besonderheit des Andenkens liegt in vier Denkmalen die den 39ern gewidmet wurden. Eines der Denkmale wurde von den Nationalsozialisten als entartete Kunst zerstört. Die Denkmale und Einzelgräber auf Kriegsfriedhöfen haben Schutzstatus und werden im 21. Jahrhundert mit unterschiedlichsten Veröffentlichungen und wissenschaftlichen Aufarbeitungen gewürdigt. Der Soldatenfriedhof in Consenvoye gehört zu den weiteren 138 Friedhöfen des Ersten Weltkrieges, den die UNESCO im September 2023 zum Weltkulturerbe erklärt hat.

## Geschichte

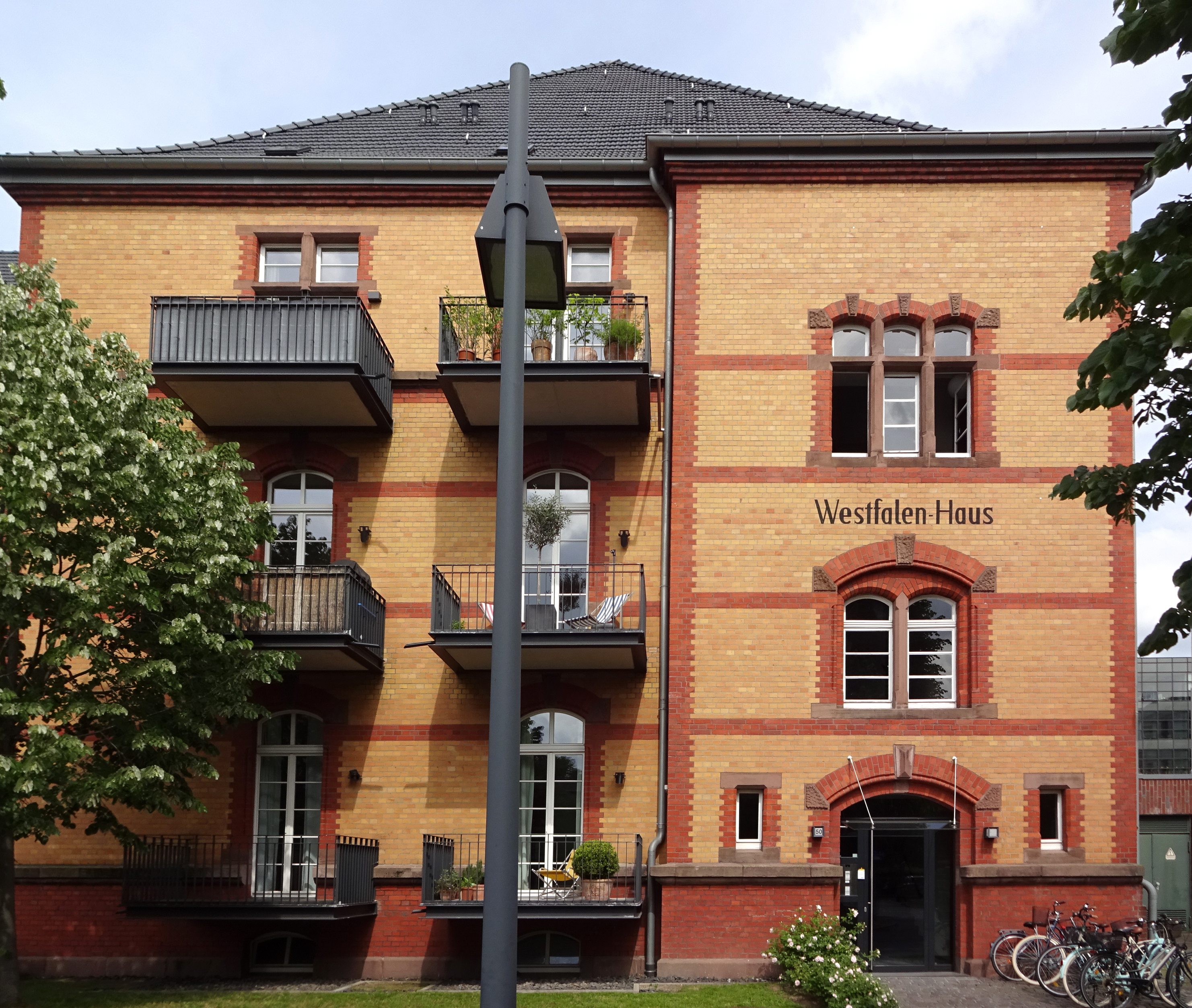
Unterbringung bei Mobilmachung, Mannschaftsgebäude der Infanterie in Düsseldorf-Derendorf

### Aufstellung
Das Reserve-Infanterie-Regiment Nr. 39 wurde im Rahmen der am 2. August 1914 beginnenden deutschen Mobilmachung als Reserveformation des Niederrheinischen Füsilier-Regiments Nr. 39 durch die Bezirkskommandos in Düsseldorf, Krefeld und Geldern aufgestellt. Hierbei wurde in Geldern das I. Bataillon, in Düsseldorf das II. Bataillon und in Krefeld das III. Bataillon gebildet. Regimentsstab und eine Maschinengewehr-Kompanie wurden ebenfalls in Düsseldorf gebildet.
Zwischen dem 2. und dem 9. August wurden die Reservisten eingekleidet und ausgerüstet und am 9. August wurde Marschbereitschaft gemeldet. Das Regiment erreichte einsatzbereit am 10. August eine Personalstärke von etwa 3.300 Mann.
Erster Regimentskommandeur war Oberstleutnant Eben, bis dahin stellvertretender Kommandeur des aktiven Düsseldorfer Füsilier-Regiments.

### Gliederung
- Stab (4 Offiziere, 12 Unteroffiziere und Mannschaften)[3]
- drei Bataillone zu je 26 Offizieren, 1038 Unteroffizieren und Mannschaften[4]
- Maschinengewehrkompanie (6 MG, 4 Offiziere, 93 Unteroffiziere und Mannschaften)[5]

Zusätzlich wurde ein weiteres Bataillon als sogenanntes „Ersatz-Bataillon“ in Stärke von 21 Offizieren, 1015 Unteroffizieren und Mannschaften in der Heimat aufgestellt. Derartige Ersatz-Bataillone bestanden aus voll ausgebildeten Reservisten und dienten dazu, zu erwartende Ausfälle an der Front umgehend zu ersetzen. Dem Ersatzbataillon angeschlossen war ein sog. „Rekruten-Depot“ (heute würde man von einer „Ausbildungs-Kompanie“ sprechen) in Stärke von 5 Offizieren und 73 Unteroffizieren und Mannschaften zur Ausbildung von 400 Rekruten.

### Unterstellung
Das Regiment unterstand der Reserve-Infanterie-Brigade 28, die Teil der 13. Reserve-Division war und im Verband des VII. Reserve-Korps an der Westfront eingesetzt wurde.
In der gleichen Brigade kämpfte auch das Reserve-Infanterie-Regiment 57 und das Reserve-Jäger-Bataillon Nr. 7.
Das Reserve-Infanterie-Regiment 39 war an einigen wichtigen Kampfhandlungen des Ersten Weltkrieges beteiligt. Zu Kriegsbeginn gehörte es zu den Verbänden, welche am Chemin-des-Dames eingesetzt war und den Übergang vom Bewegungskrieg in einen Stellungskrieg dort vollzog. Später wurde es als Teil der offensiven Truppen für den Angriff auf Verdun zum Einsatz gebracht und ermöglicht in der ersten Phase des Angriffs einen Geländegewinn durch die am 21. und 22. Februar 1915 durchgeführten Vorstöße zur Wegnahme des Waldes von Haumont, des Höhenrücken von Haumont und des Dorfes, die schließlich zum Einbruch in die Flanke französischer Stellungen im Wald von Caures führten. Hierbei machte das Regiment mehrere hundert Gefangene und erbeutete eine größere Anzahl von Maschinengewehren und Geschützen. Es folgten Monate schwerer Kämpfe in den Stellungen vor Verdun, die nach vielen Verlusten Anfang Dezember 1915 ein Herausziehen aus der Stellung veranlasst. Es erfolgt eine Verlegung in einen vermeintlich ruhigen Frontabschnitt im Raum Reims in der Champagne. Doch erfolgten auch hier verlustreiche Einsätze, insbesondere als im Mai die 242. Infanterie-Brigade verstärkt werden musste, deren eigene Einheiten kaum noch in der Lage waren die Frontlinien alleine zu halten.
Nach der Rückverlegung in den Raum Verdun wurden wieder verlustreiche Offensiven durchgeführt. Auch wurde das Regiment im Raum Verdun mehrfach in verschiedene Stellungen verlegt.
Die schwierige Lage des deutschen Heeres Anfang 1918 führte zu einer Verlegung nach Flandern. Hier wurde das Regiment für die Offensive gegen britische Truppen in der Kemmel-Schlacht eingesetzt. Der Offiziersstellvertreter Karl Fislake führte einen Angriff gegen ein britisches Regiments-Hauptquartier an und erhielt später hierfür das Preußische Militär-Verdienstkreuz in Gold.

### Verbleib
Etwa zeitgleich zu den letzten Kämpfen des Regiments ereignete sich die Novemberrevolution in Deutschland.
Das Regiment verließ Serskamp (Wichelen, Ostflandern), überquerte die Maas und marschierte über Aachen, Jülich und Düsseldorf nach Oerlinghausen, wo es sich zunächst am 15. Dezember 1918 mit seinem dort stationiertem Ersatzbataillon vereinigte. Am 20. Dezember begann die Demobilisierung, deren Abwicklung sich noch einige Zeit hin zog. So wurden am 27. Dezember 100 Pferde und am 30. Januar 1919 dreißig Fuhrwerke zur Versteigerung gebracht. Das in der Regimentskasse verbliebene Vermögen wurde zur Versorgung von bedürftigen Angehörigen von gefallenen Soldaten aufgeteilt. Die Soldaten des Regiments kehrten in ihre Heimatorte zurück und es wurde (obwohl zeitweise befürchtet) von keinem Angehörigen des Regiment eine Beteiligung an den Aufständen bekannt.

## Einsatzgeschichte

### 1914
- 10. – 11. August: Verlegung in den Raum Düren (Merzenich und Arnoldsweiler)
- 12. August: Regimentsappell vor dem Bahnhof Kerpen-Buir
- 14. August: Verlegung des Regiment in den Raum Stolberg - Gressenich
- 15. August: Verlegung in den Raum Eupen; mit Ausfall der ersten Reservisten durch die langen Märsche und der Anforderung von 100 Mann Ersatz; III. Bataillon rückt bereits nach Belgien ein und erreicht die Siedlungen Stockem, Overoth und Runschen knapp westlich von Eupen

- 16. August: Marsch nach Belgien hinein; Sammeln des Regiments in Dolhain; Marsch nach Verviers und über Difon-Battice-Hervé nach Lüttich

Die Regimentsgeschichte vermerkt, dass auf dem weiteren Marsch nach Westen, die Folgen mutmaßlicher Angriffe auf die vorrückenden deutschen Truppen zu sehen waren. So wurde beobachtet, dass die Bevölkerung aufgrund von zuvor von deutschen Truppen niedergebrannten Häusern und erschossenen Zivilisten, von denen man annahm es handele sich um Heckenschützen, die deutschen Truppen argwöhnisch beäugte.
- 18. – 19 August: Regimentsteile (1. und 2. Kompanie) wurden in Lüttich einquartiert, es wurden Unruhen erwartet
- 20. August: Straßenkämpfe von Truppenteilen in Lüttich
- 25. August – 7. September: Belagerung und Einnahme von Maubeuge
- 13. September – 20. September: Kämpfe bei Coutecon und Cerny
- 20. September: Braye en Laonnais
- 26. September: Chivy und Troyon
- 26. Oktober: Paiss-Rücken und Chivy
- 2. November: Erstürmung des Steinbruchs bei Beaulne, Kampf um die Ferme de Metz
- 7. November: Gefecht bei Ferme de Metz

### 1915
- 21. Dezember 1915 – 20. Februar 1916: Stellungskämpfe in der Schlacht um Verdun, in deren Verlauf die Ortschaften Louvement, Beaumont, Bezonvaux, Cumières, Douaumont, Fleury, Haumont, Ornes und Vaux völlig zerstört und zur Erinnerung an den Krieg nicht wieder aufgebaut wurden.

### 1916
- 21. Februar – 9. September: Schlacht bei Verdun
- 21./22. Februar: Haumont
- 23. Februar: Höhen von Brabant
- 26. Februar: Côte-Talou
- 27. Februar – 2. September: Pfefferrücken
- 6. März: Maasübergang bei Regnéville
- 17. – 22. April: Erstürmung der Steinbruch-Stellung südlich Haudromont-Ferme
- 12./13. Mai: Steinbruch südlich Haudromont-Ferme
- 4. Juli – 9. September: erneute Kämpfe und Wiedereroberung der Steinbruchstellung südlich Haudromont-Ferme
- 9. September – 17. Dezember: Stellungskämpfe vor Verdun
- 24. Oktober: Fort Douaumont und Fort Vaux
- 27. November – 17. Dezember: Louvemont und Bezonvaux, Stellungskämpfe an der Somme
- 18. – 31. Dezember: Stellungskämpfe in der Champagne

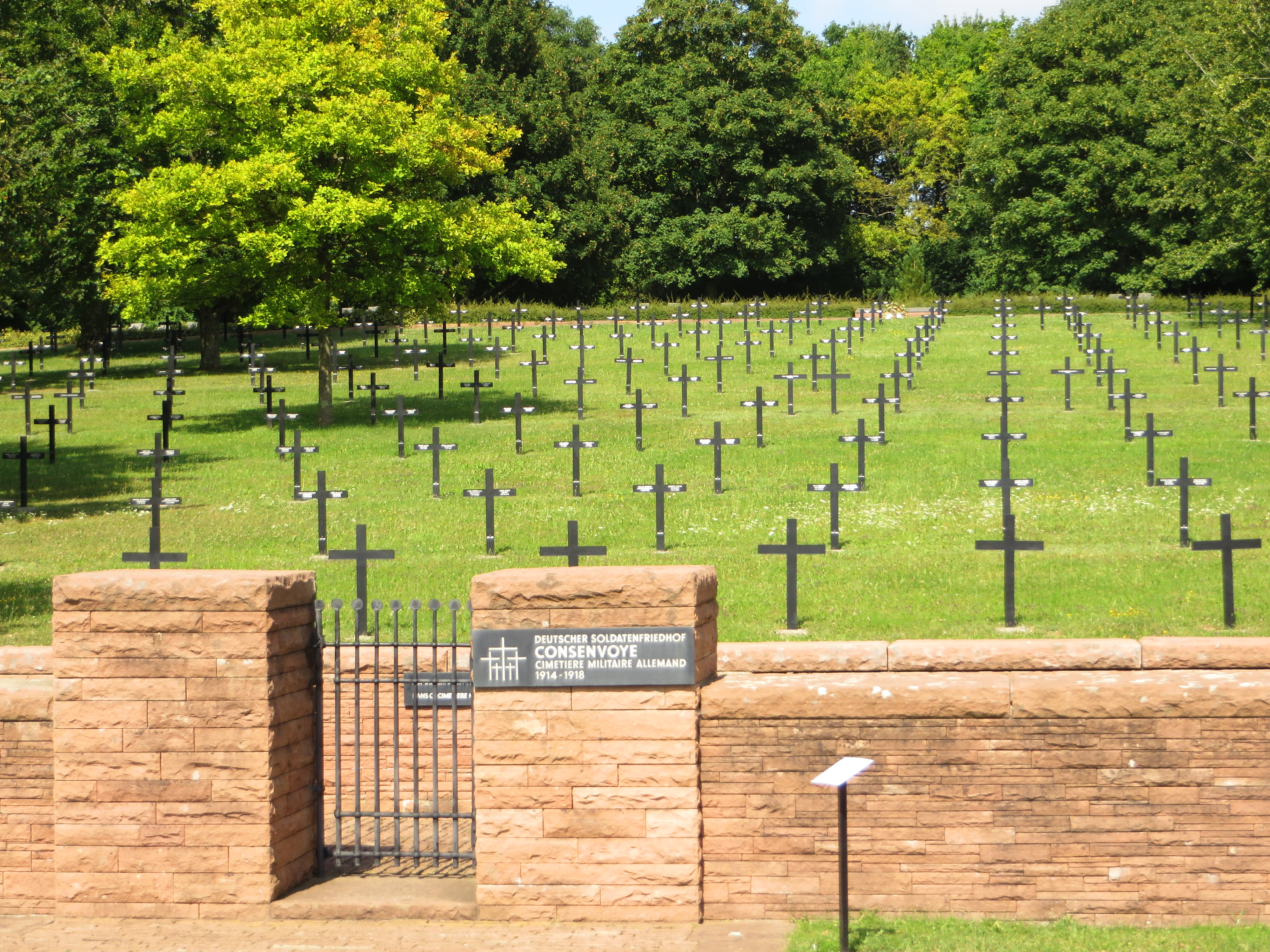
Soldatenfriedhof Consenvoye, Ruhestätte vieler Soldaten des Regiments

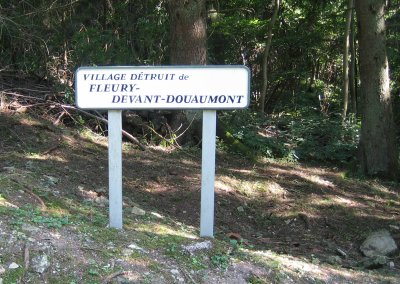
Ruinenreste in Fleury

### 1917
- 1. Januar – 5. April: Stellungskämpfe in der Champagne
- 6. Januar – 27. Mai: Doppelschlacht Aisne-Champagne
- 28. Mai – 8. September: Stellungskämpfe bei Reims
- 9. September – 9. Oktober: Abwehrschlacht bei Verdun
- 10. Oktober – 3. Januar: Stellungskämpfe bei Verdun

### 1918
- 2. Februar – 7. April: Stellungskämpfe vor Verdun
- 10. April – 29. April: Schlacht um den Kemmel
- 30. April – 10. Juni: Stellungskrieg in Flandern
- 11. Juni – 5. Juli: Grenzschutz an der belgisch-holländischen Grenze
- 5. Juli – 4. August: Stellungskämpfe in Französisch-Flandern und Artois
- 5. August – 18. August: Kämpfe vor der Front Ypern-La Bassée
- 18. August – 27. September: Stellungskrieg in Flandern
- 28. September – 17. Oktober: Abwehrschlacht in Flandern
- 18. Oktober – 24. Oktober: Nachhutkämpfe zwischen Yser und Lys
- 25. Oktober – 4. November: Schlacht an der Lys
- 5. November – 11. November: Rückzugskämpfe vor der Antwerpen-Maas-Stellung
- ab 12. November: Räumung des besetzten Gebietes und Marsch in die Heimat

### Verluste
Das Reserve-Infanterie-Regiment 39 verlor im Krieg 67 Offiziere und rund 1650 Unteroffiziere/Mannschaften an Gefallenen.

## Kommandeure
- Oberst Otto Eben: von Kriegsbeginn bis 20. Dezember 1916 († 23. Juli 1917 im Osten bei Rjezya als Führer einer Infanterie-Brigade), wegen Erkrankung abgelöst und zur Kur

- Major von Schack: von Dezember 1916 bis 6. April 1917, wegen den Folgen zweimaliger Verwundungen erkrankt
- Major Wilhelm Schniewindt: vom 6. April 1917 bis zur Auflösung, am 21. Mai 1918 wurde Schniewindt mit dem Pour le Mérite ausgezeichnet[12]
  - Major von Bescherer: vom 6. April 1917 bis 13. April 1917 in Vertretung
  - Major Rosenbrock: 30. Dezember 1918 in Vertretung

## Gedenken und Rezeption
Den gefallenen Soldaten des Regiments wird insbesondere bei Kriegsgräberdenkmalen und Einzelkriegsgräbern mit entsprechenden Inschriften zur Regimentszugehörigkeit und mit den Verlustlisten von Kriegstoten gedacht. Dokumente zum Wirken des R.I.R. 39 finden sich in unterschiedlichsten Archiven, die im 21. Jahrhundert zunehmend öffentlich zugänglich werden.

### Umstrittene Kriegerdenkmäler der 39er Regimenter
Das Kriegerdenkmal Düsseldorf-Golzheim, auch bekannt als das „Kriegerdenkmal der 39er“, wurde im Gedenken an die Toten dieser Verbände aus Düsseldorf errichtet. Das von Jupp Rübsam auf dem Ehrenhof befindliche „39er-Denkmal“ war in der Zeit des Nationalsozialismus umstritten und wurde zum Teil zerstört.
Richard Kuöhl schuf einige Zeit darauf ein neues 39er-Denkmal am Reeser Platz. Auf den Wandflächen eingemeißelt sind die Bezeichnungen von historischen Formationen des Niederrheinischen Füsilier-Regiments Nr. 39 („Reserve-Infanterie-Regiment 39“, „Landwehr-Infanterie-Regiment 39“ „Infanterie-Regiment 39“ und „Füsilier-Regiment General Ludendorff“) sowie Hinweise auf deren Garnisonen und Einsatzorte vom 19. Jahrhundert bis 1945. Im Jahr 2002 wurde die Anlage unter Denkmalschutz gestellt. Erneute Kontroversen um das Denkmal ziehen sich bis in die 2020er-Jahre.

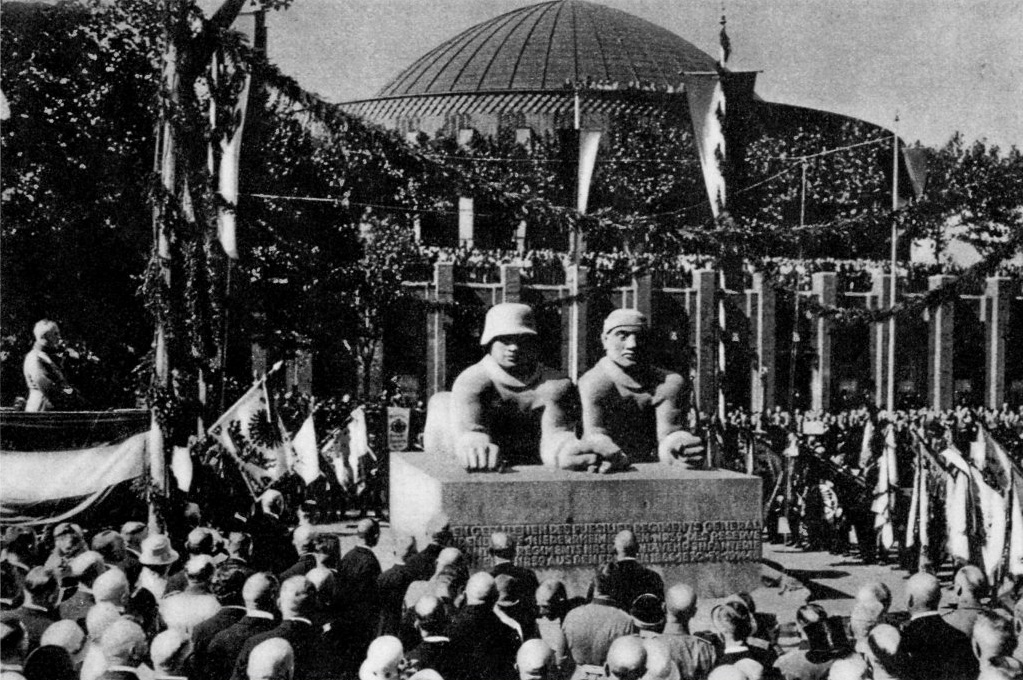
Denkmal von Jupp Rübsam bei der Einweihung 1928
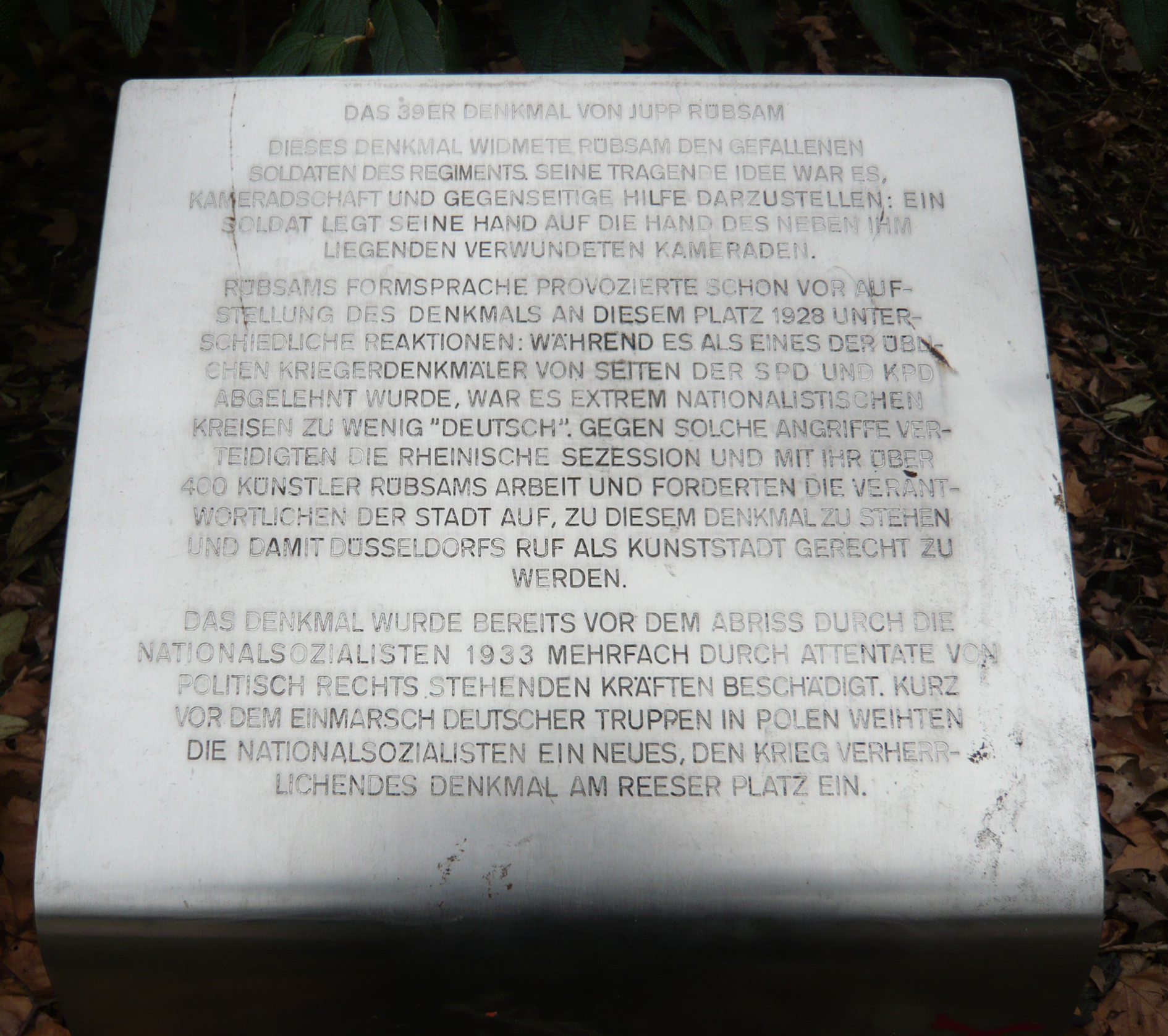
Politisches Erbe: Gedenktafel Düsseldorf Tonhalle zu Skulptur von Jupp Rübsam 39er
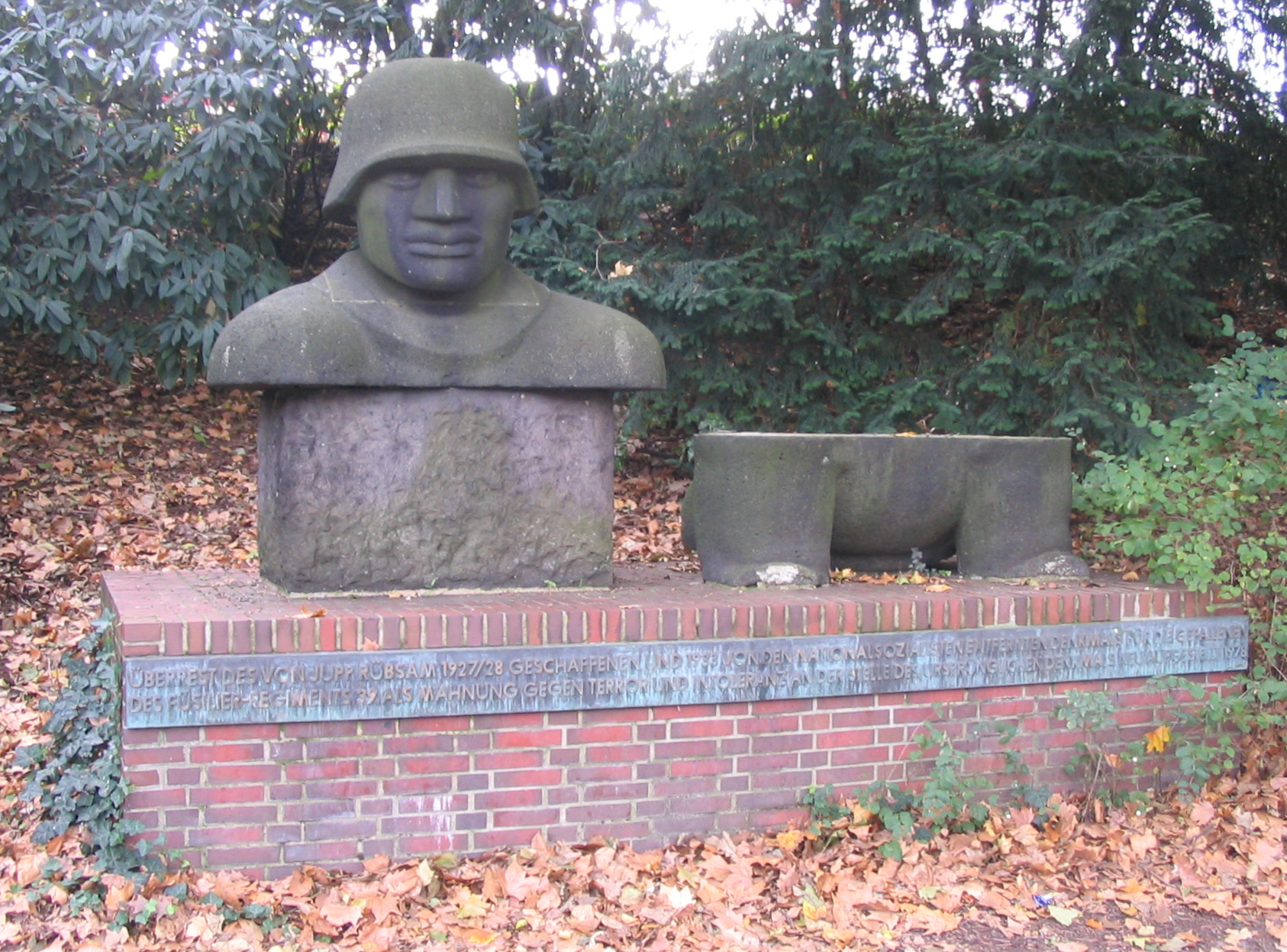
Denkmal der 39er vor der Tonhalle, Düsseldorf (2011)
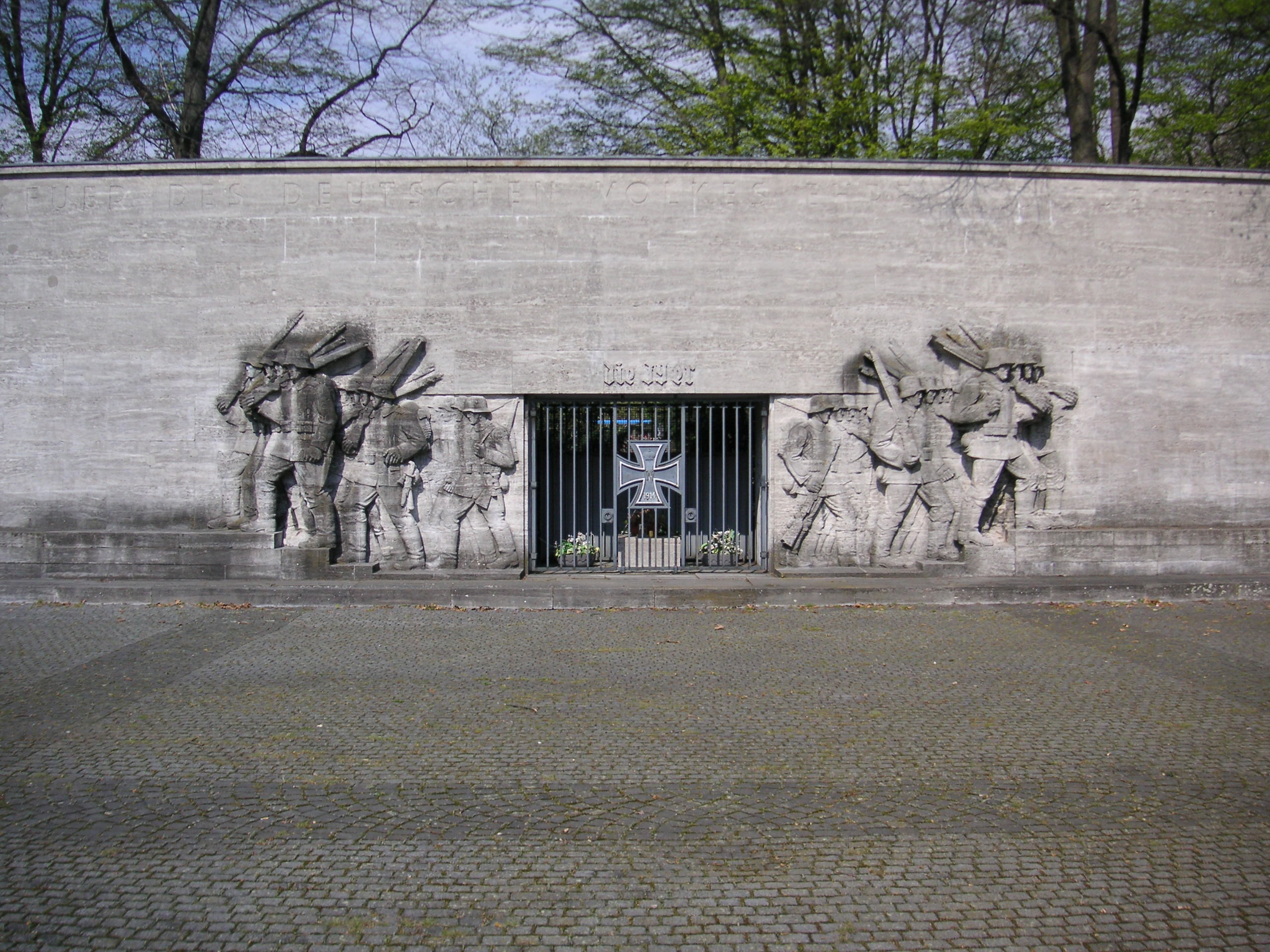
Kriegerdenkmal Düsseldorf-Golzheim / 39er Denkmal das 1939 von den Nationalsozialisten errichtet wurde

### Fehlerhafte Zuordnung von Kriegsverbrechen
In ihrem Werk German Atrocities, 1914. A History of Denial (Yale University Press, New Haven 2001, ISBN 0-300-08975-9), deutscher Titel Deutsche Kriegsgreuel 1914 Die umstrittene Wahrheit, stellten die Historiker John Horn und Alan Kramer fest, das Reserve-Infanterie-Regiment 39 sei an dem Massaker von Herve in Belgien am 8. August 1914 mitverantwortlich gewesen.
Dabei muss nach Gunter Spraul höchstwahrscheinlich eine Verwechslung mit dem aktiven Infanterie-Regiment 39 vorliegen, denn das Reserve-Infanterie-Regiment hat erst am 15./16. August die belgische Grenze überschritten. An einigen Beispielen belegt dieser Autor, dass Historiker in ihren Feststellungen mehrfach den Unterschied zwischen Militäreinheiten des stehenden Heeres und aktivierten Militäreinheit der Reserve nicht zweifelsfrei herausgearbeitet haben. Horne und Kramer hatten in dem Vorwort zur Neuauflage ihres Buches im Jahre 2018 erneut Kritik geübt, auf die Spraul in seinem Aufsatz vom 18. März 2019 reagiert hat.